# رمضان باي
رمضان باي هو باي المدية وحاكم بايلك التيطري ضمن أيالة الجزائر في العهد العثماني. بدا حكمه سنة 1575 ولم تورد المصادر مدة حكمه أو من جاء من بعده من البايات.